# Jardín Botánico de la Universidad Técnica de Darmstadt

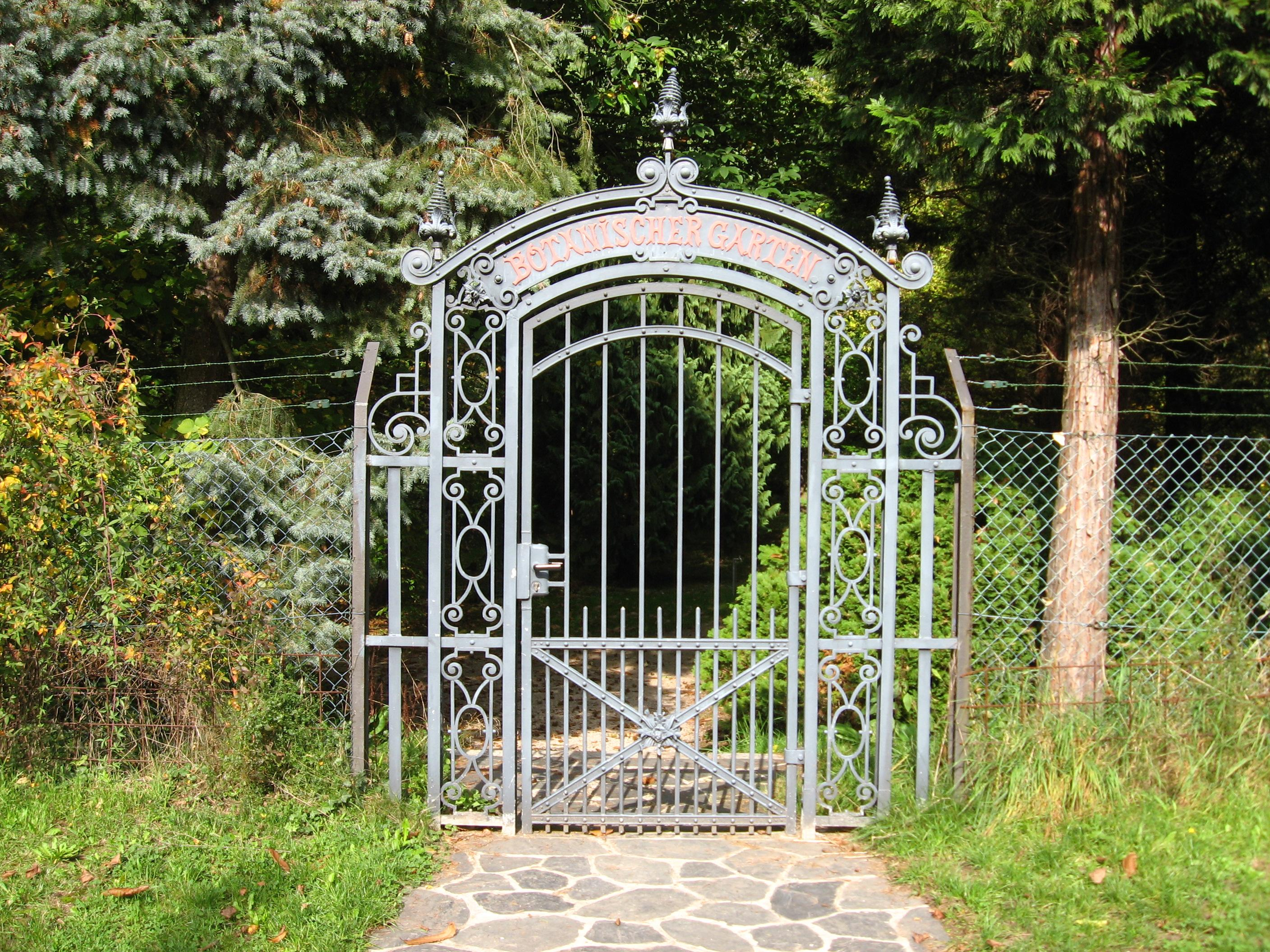
La verja de entrada del jardín botánico.

El Jardín Botánico de la Universidad Técnica de Darmstadt (en alemán: Botanischer Garten der Technischen Universität Darmstadt) es un jardín botánico de 11 hectáreas de extensión, que depende administrativamente de la Universidad Técnica de Darmstadt. Siendo su código de identificación internacional como institución botánica: DATH.

## Localización
« Botanischer Garten der Technischen Universitaet » Schnittspahnstrasse 5, Darmstadt, D-64287 - Deutschland-Alemania.
- Precipitación media anual: 680 mm
- Altitud: 166.00 m s. n. m.

## Historia
La andadura del Botanischen Gartens Darmstadt comenzó en el año 1814. En este tiempo se encontraba en el «Herrschaftliche Bosquett» una zanja donde desaguaban los residuos del castillo de Darmstadt que se juntaban con las aguas del río Darmbach y de éste con las aguas residuales de la parte vieja de la vecina ciudad, lo cual producía un hedor intolerable en los meses del verano. Johannes Hess (1786 - 1837), sugirió una desecación de la zona y el establecimiento de un jardín botánico en el área que se ganara. Para el 17 de junio de 1814 el «Großherzog» (gran duque) aceptó los planes de Hess y así actualmente tomamos esta fecha como la de la creación del jardín botánico. 
En un principio se cultivaron plantas nativas de interés científico, con prioridad a las plantas hortalizas. El horticultor Johann August Schnittspahn (1763–1842) fue su primer jardinero mayor. Como la zona donde se ubicaba el jardín botánico seguía siendo una transferencia del «Herrschaftliche Bosquett», bajo la iniciativa del horticultor Johann August Schnittspahn y de su hijo Gottfried (1790 - 1845) que trabajaron conjuntamente con Hess, el jardín botánico fue ubicado en un nuevo predio, que en 1831 fue abierto oficialmente. 
En el año 1830 fue designado como inspector del jardín Georg Friedrich Schnittspahn (1810 - 1865) —en su honor se nombra el camino en el actual jardín botánico—, un hermano menor de Gottfrieds. Fue simultáneamente el primer director del jardín, hasta 1855, y profesor en la escuela vocacional más puntera, la precursora de la actual Universidad Técnica de Darmstadt.
Con el tiempo el jardín botánico se babía quedado pequeño. Así, con dinero público la finca de «Achensmühle» —asignado después de un consejo de la cancillería de Darmstad— se pudo adquirir al este del «Woogs», en el camino de «Roßdörfer». El primer director del nuevo jardín y profesor simultáneamente en la Universidad Técnica en el área de la microscopía de las células Leopold Dippel (1827 - 1914), con un gran interés también en la Dendrología. En el curso de los años reunió, junto con el jardinero jefe Peter Schmidt, una colección importante de árboles maderables extranjeros que podemos admirar actualmente. 

Invernaderos del jardín botánico de Darmstadt

El 1 de abril de 1897 pasó a ser administrado y formar parte de la Universidad Técnica de Darmstadt ("Technische Universität Darmstadt").. 

## Colecciones
Este jardín botánico alberga más 5000 accesiones con 8000 taxones cultivados.
- Arboretum, cuyos ejemplares fueron plantados en 1874, con especies de Clusia, Kalanchoe, y la primera Metasequoia glyptostroboides plantada en un jardín botánico.
- Herbario, con 9000 especímenes
- Base de datos con todo lo referente a las plantas informatizado.